# Khabul Khan
Cáp Bất Lặc Hãn (tiếng Mông Cổ: ᠺᠠᠪᠦᠯ, Chuyển tự Latinh: Qabul, chữ Mông Cổ: Хабул；chữ Hán: 葛不律, Cáp Bất Lặc), hay Khabul Khan, Qabul Khan, Kabul Khan và Khabul Khagan, là Khả hãn đầu tiên được biết đến của Mông Ngột Quốc và là cụ nội của Thành Cát Tư Hãn.

## Thân thế
Khabul Khan là con trai của Tumbinai Khan và là chắt của Khaidu. Ông là người đứng đầu gia tộc Bột Nhi Chỉ Cân.

## Tiểu sử
Khabal Khan đã đi vào lịch sử do cuộc đụng độ của ông với tộc Nữ Chân, một dân tộc sống ở phía bắc nhà Liêu ở Mãn Châu, thành lập nhà Kim vào năm 1115, và dần dần nắm quyền kiểm soát Mãn Châu. Liên minh với triều đại nhà Tống, họ đã tấn công nhà Liêu và đến năm 1122 đã chiếm được một phần đáng kể lãnh thổ nhà Liêu. Quân đội nhà Kim truy đuổi ông vào miền nam Mông Cổ, nhưng Khabul đã trốn tránh và bắt trở lại với một đội quân lớn hơn để cướp phá vương triều Kim.
Khi quân đội Kim sau đó tiến vào Mông Cổ với ý định chinh phục các vùng lãnh thổ do Da Luật Đại Thạch cai trị (hay Liêu Tuyên Tông), và là người sáng lập ra triều đại Tây Liêu hay Qara Khitai, chính Khabul Khan đã kết hợp với người Mông Cổ liên minh và lãnh đạo nỗ lực thành công để đẩy lùi cuộc xâm lược này.
Liên minh được gọi là Mông Ngột Quốc (hay "Toàn bộ Mông Cổ") và bao gồm bốn gia tộc cốt lõi: Khiyad, Recruituud, Jalairs và Jirukhen. Liên minh này đôi khi được coi là một quốc gia tiền thân của Đế chế Mông Cổ. Khi người Nữ Chân chấp nhận thất bại của họ, họ đã công nhận Khabul Khan, vào năm 1146 hoặc 1147, là người cai trị tối cao của người Mông Cổ, mặc dù họ vẫn chính thức coi ông là chư hầu của họ.
Khabul Khan đã được mô tả là có người đã mở rộng bộ lạc Mông Cổ của mình và đạt được chiến thắng đáng kinh ngạc trong việc đàn áp các bộ lạc Tatar, một thành tựu mà ông được con trai Yasukai giúp đỡ. Các hoạt động của ông trong triều đại của ông đã đánh dấu những nỗ lực đầu tiên nhằm thống nhất về mặt chính trị của người Mông Cổ.
Mặc dù Khabul Khan có bảy người con trai, ông đã đề cử Ambaghai, con trai của Sengun Bilge từ gia tộc Recruituud, làm người kế vị.

## Hậu duệ
Khabul Khan có bảy người con trai, con trưởng là Okin-barkhakh và con thứ hai là Bartan Dũng cảm. Bartan sinh ra Dã Tốc Cai (Yesugei), cha của Thành Cát Tư Hãn. Con trai thứ ba của Khabul Khan là Mongler, cha của đô vật Buri.